# Psykohistoria
Psykohistoria är en av science fiction-författaren Isaac Asimov påhittad vetenskap, som han presenterade i den sju böcker långa Stiftelseromanerna. Den är inspirerad av gruppsykologi och gruppdynamik och med hjälp av den kan man i grova drag förutse hela mänsklighetens framtid. Bland annat sägs mänsklighetens historia präglas av ett periodiskt förlopp med omväxlande goda tider av lag och ordning, vetenskaplig utveckling och kulturell förfining följt av en period av upplösning, anarki och förfall som avslutas med en djup kris, innan ordningen sakta återinträder. 
Asimov pekar bland annat på en svaghet hos denna tänkta vetenskap (och även hos dagens gruppsykologi, historieforskning, sociologi etc), nämligen hur svårt det kan vara att förutse eller i efterhand förklara en grupps beteende om något mycket oväntat inträffar, till exempel en naturkatastrof eller att en stark, intelligent och karismatisk tyrann (till exempel Adolf Hitler) kommer till makten, att en enda stark personlighet allvarligt kan förändra historiens gång, trots att grupp-beteendet inte borde påverkas av det.